# Pilea dictyocarpa
Pilea dictyocarpa är en nässelväxtart som beskrevs av Ignatz Urban. Pilea dictyocarpa ingår i släktet pileor, och familjen nässelväxter. Inga underarter finns listade i Catalogue of Life.